# چارلز گرافتون پیج
 چارلز گرافتون پیج (انگلیسی: Charles Grafton Page؛ زاده ۲۵ ژانویهٔ ۱۸۱۲ درگذشته ۵ مهٔ ۱۸۶۸) یک دانشمند اهل ایالات متحده آمریکا بود.